# Gringo Vol.1
Gringo Vol.1 è il settimo album in studio del gruppo musicale brasiliano Selton, pubblicato il 10 maggio 2024 dalla Island Records.

## Tracce
Testi e musiche di Selton tranne dove indicato.
1. Sangue Latino (feat. Ney Matogrosso) – 2:26
2. Calma Cara – 3:08
3. Fatal – 3:11
4. Café Pra Dois – 3:04
5. Mezzo Mezzo – 2:58
6. Calamaro Gigante – 3:22
7. Maresia – 2:54
8. Locura (feat. Marco Castello) – 3:40
9. Tears in the Swimming Pool – 3:19

Durata totale: 28:02